# 皮婭·阿隆佐·武茨巴赫
皮婭·阿隆佐·武茨巴赫（英語：Pia Alonzo Wurtzbach，1989年9月24日—），菲律賓模特儿、演员兼選美冠軍。出生于德国，皮婭的父亲是德国人，母亲則是菲律賓人。她拥有德国和菲律賓雙重國籍并在菲律宾卡加延德奥罗长大。
2015年12月20日，她在美国拉斯维加斯举办的第64届环球小姐总决赛中代表菲律賓摘得桂冠。她也是史上第三位夺得环球小姐总冠军的菲律賓选手。